# Big Five (Safari)
Als die Big Five, auf Deutsch die „Großen Fünf“, bezeichneten Großwildjäger früher fünf Tiere in Afrika: Es waren Afrikanischer Elefant, Nashorn (entweder das aggressivere und früher häufigere Spitzmaulnashorn oder das größere Breitmaulnashorn), Kaffernbüffel, Löwe und Leopard. Die Auswahl bezog sich eher nicht auf deren Körpergröße, sondern vorwiegend auf die Schwierigkeiten bei der Jagd auf die Tiere.
Die Gruppe der Big Five ist auf den fünf Banknoten des südafrikanischen Rand abgebildet.

## Verbreitung
Die Großen Fünf sind heute beispielsweise in Botswana, Eswatini, Kenia, Mosambik, Namibia, Ruanda, Simbabwe, Südafrika, Tansania und Uganda anzutreffen. Big-Five-Safaris in diese Länder sind mittlerweile entweder Jagdreisen oder touristische Ausflüge, bei denen die Tiere beobachtet und fotografiert werden.

Die Großen Fünf
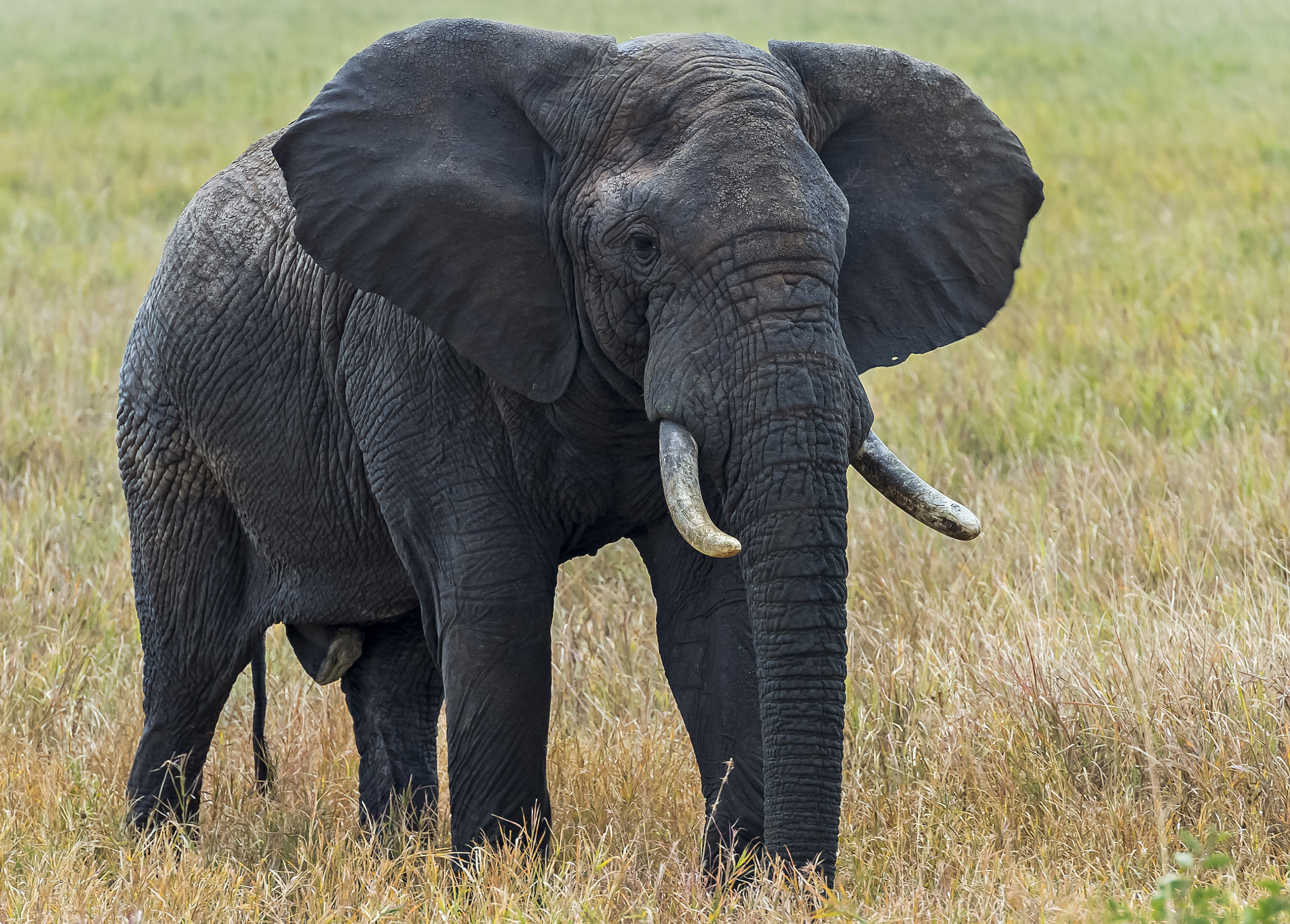
Afrikanischer Elefant (Loxodonta africana)
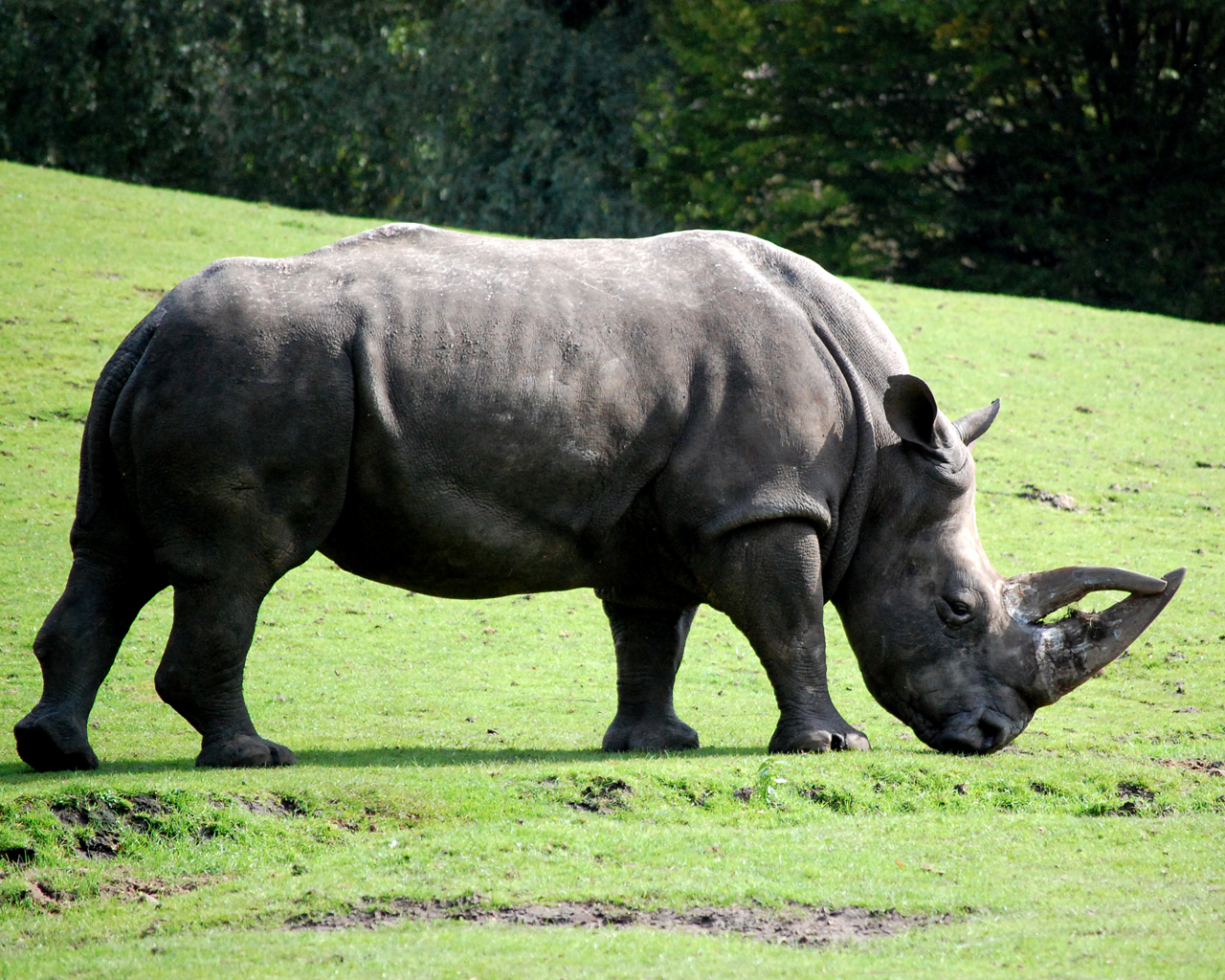
Breitmaulnashorn (Ceratotherium simum)
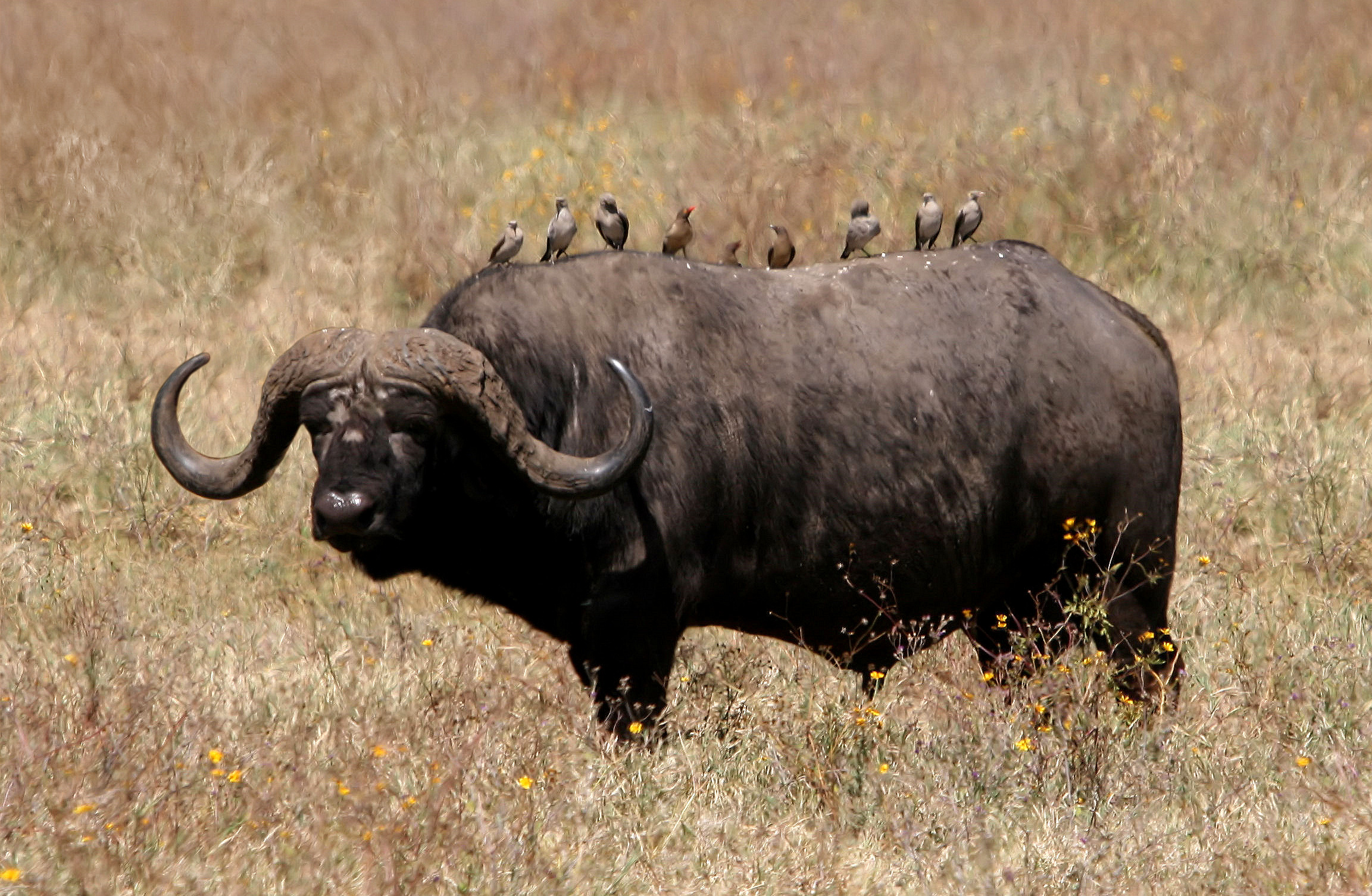
Kaffernbüffel (Syncerus caffer)
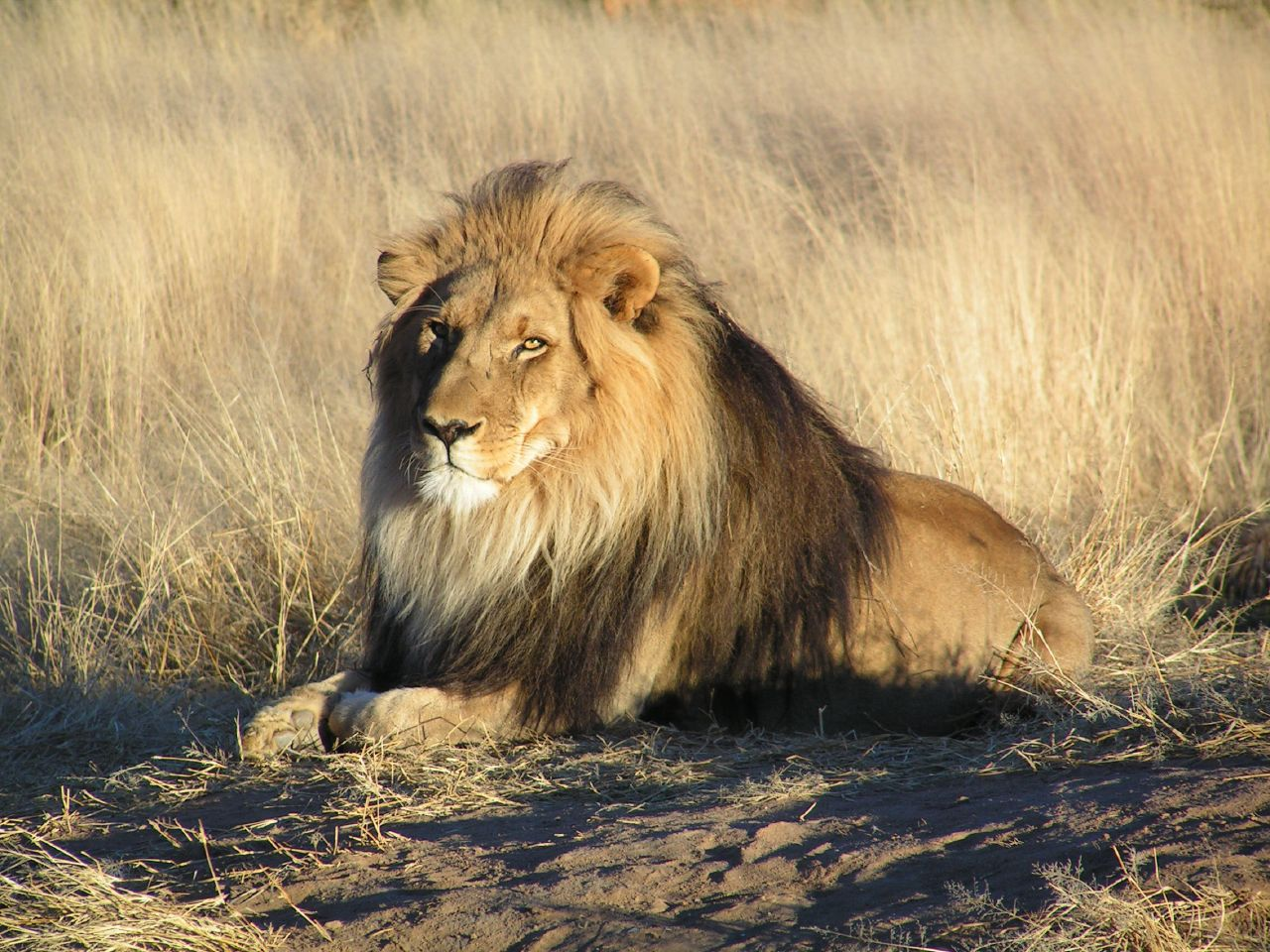
Löwe (Panthera leo)
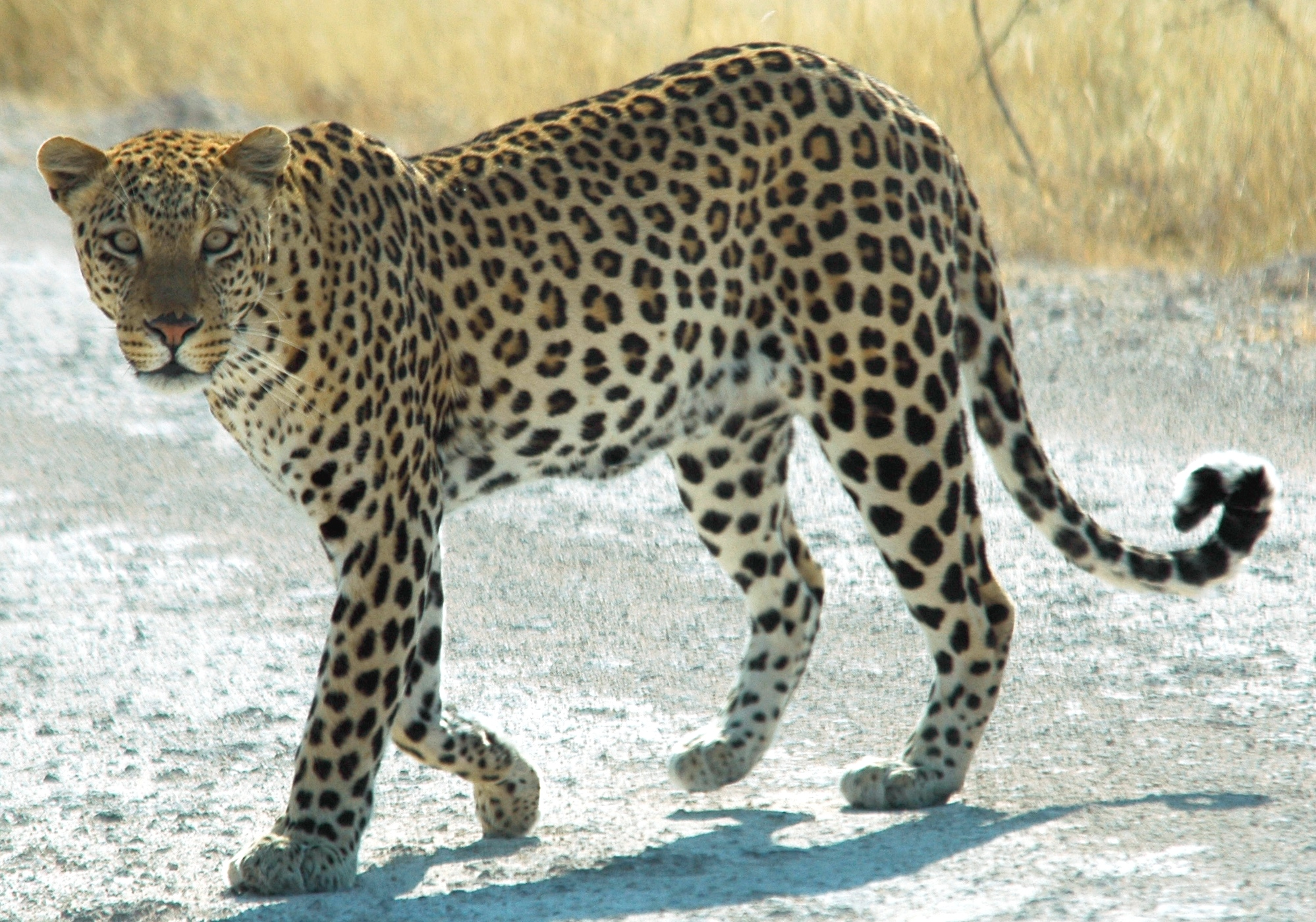
Leopard (Panthera pardus)

Durch Wilderei, die den Verkauf der Stoßzähne von Elefanten, der Hörner von Nashorn und Büffel oder von Löwen- bzw. Leopardenfellen auf dem Schwarzmarkt bezweckt, sind einige der Big Five in ihrem Bestand bedroht und stehen auf der Roten Liste gefährdeter Arten.

## Ähnliche Zusammenstellungen

### Little Five
Analog zu den Big Five kann jedem der fünf Tiere ein kleineres Tier zugeordnet werden, die von den englischen Namen der fünf Big Five abgeleitet sind und zusammen die Little Five von Afrika bilden. Als solche werden folgende Tiere bezeichnet:
- Rüsselspringer[2] (englisch Elephant shrew) – Pendant zum Elefanten
- Nashornkäfer (englisch Rhinoceros Beetle) – Pendant zum Nashorn
- Büffelweber[3] (englisch Buffalo weaver) – Pendant zum Büffel
- Ameisenlöwe[4] (englisch Antlion) – Pendant zum Löwen
- Panther- oder Leopardenschildkröte (englisch Leopard tortoise) – Pendant zum Leopard

Die Kleinen Fünf
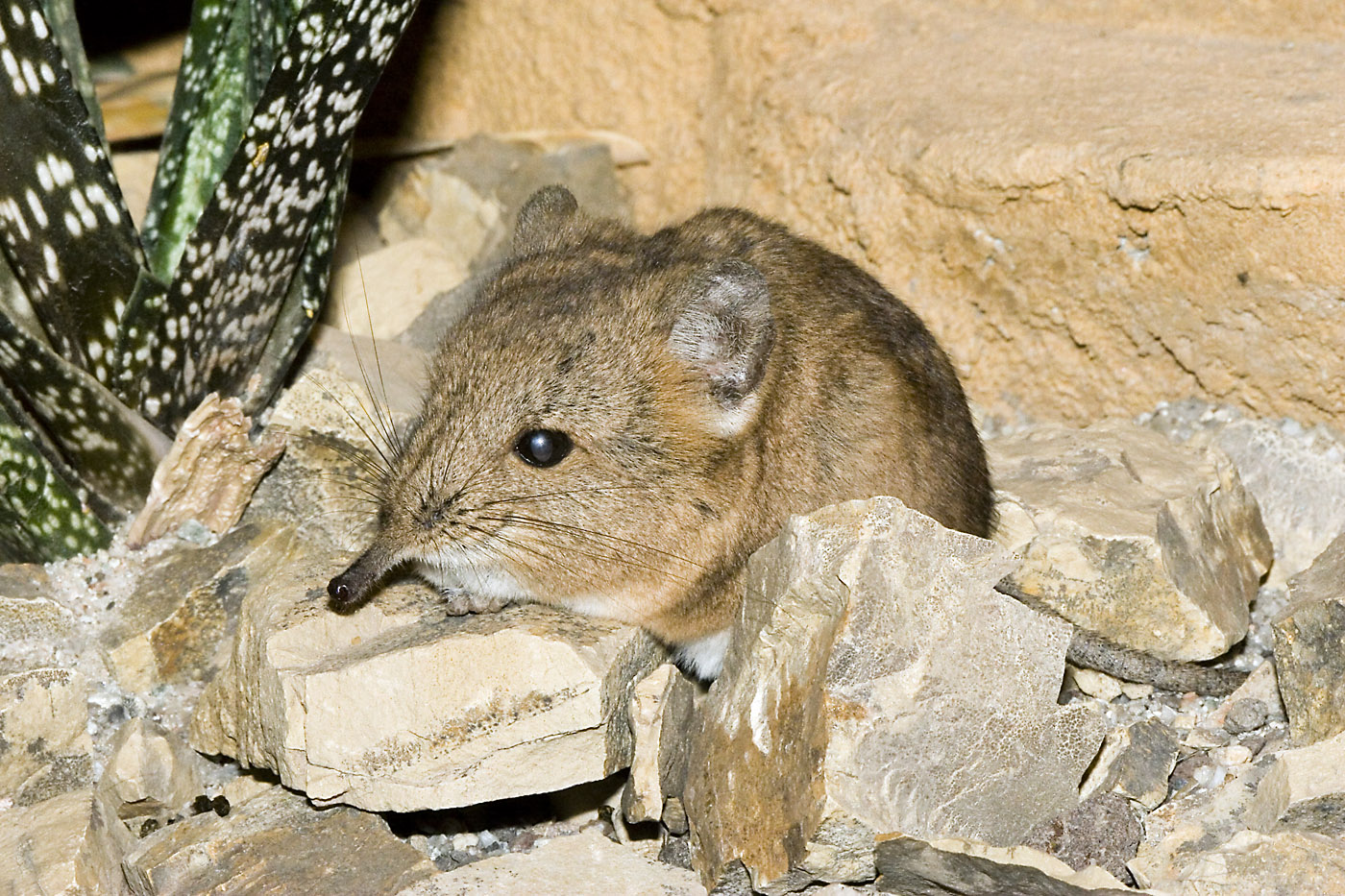
Rüsselspringer
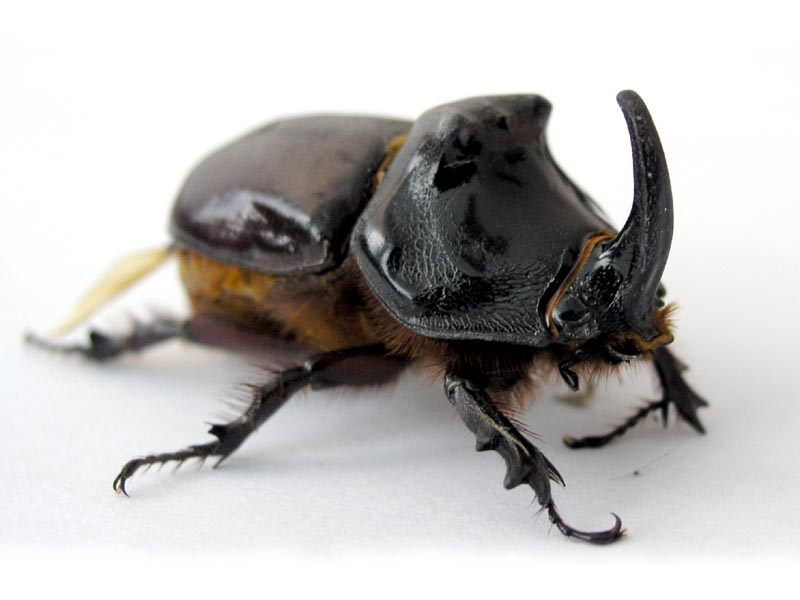
Nashornkäfer
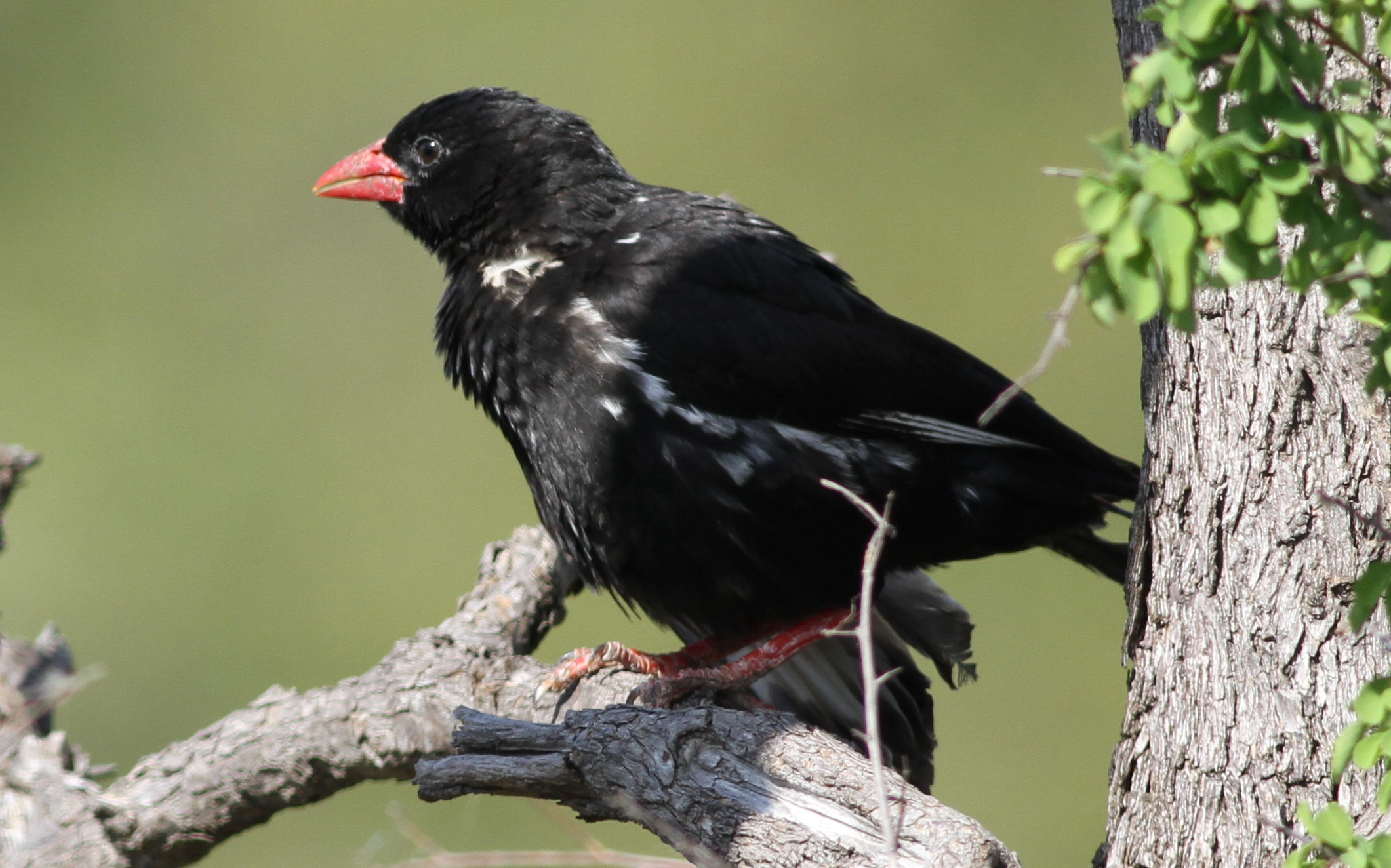
Büffelweber
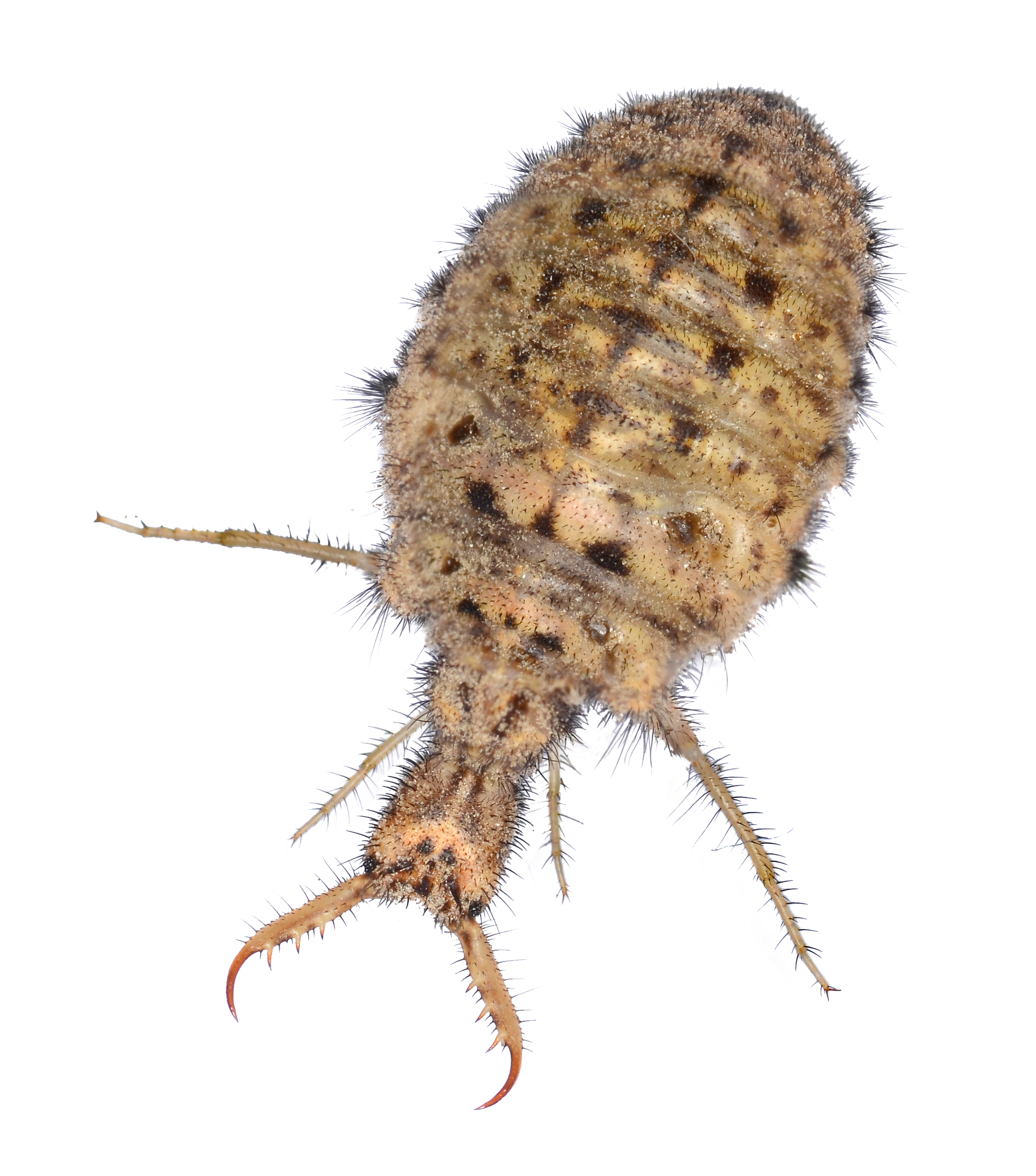
Ameisenlöwe
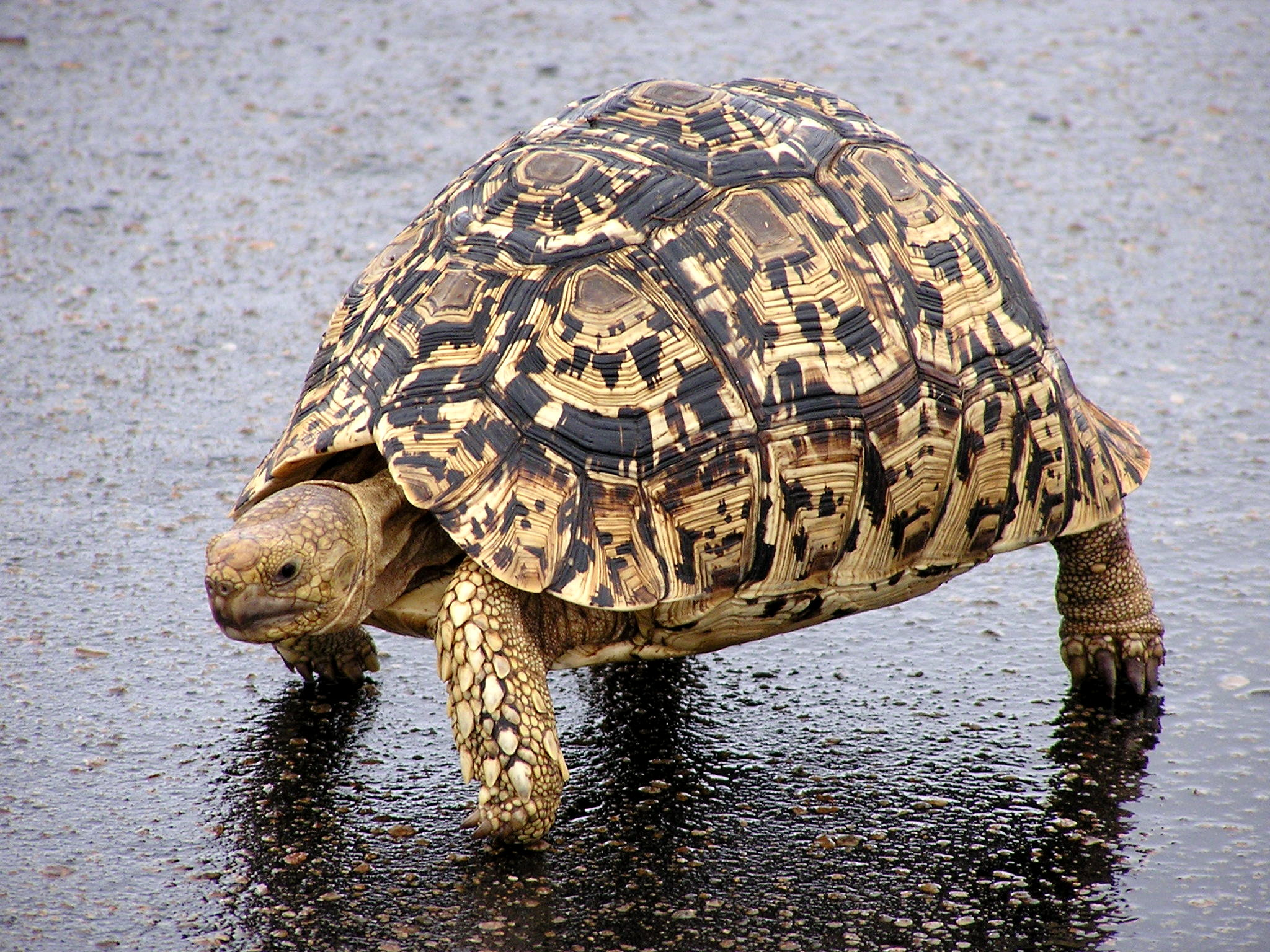
Leopardenschildkröte

### Spezielle Zusammenstellungen
Spezielle Zusammenstellungen verwenden lediglich das Zahlwort fünf, ohne dass sie sich darüber hinaus an den Namen der Big Five orientieren:
- Ebenfalls als Little Five, ‚Die Kleinen Fünf‘, werden in Namibia Namibgecko, Zwergpuffotter, Schaufelschnauzenechse (Meroles anchietae), Afrikanische Radspinne (Carparachne aureoflava) und Namaqua-Chamäleon (Chamaeleo namaquensis) bezeichnet.[5]

Die Kleinen Fünf (Namibia)
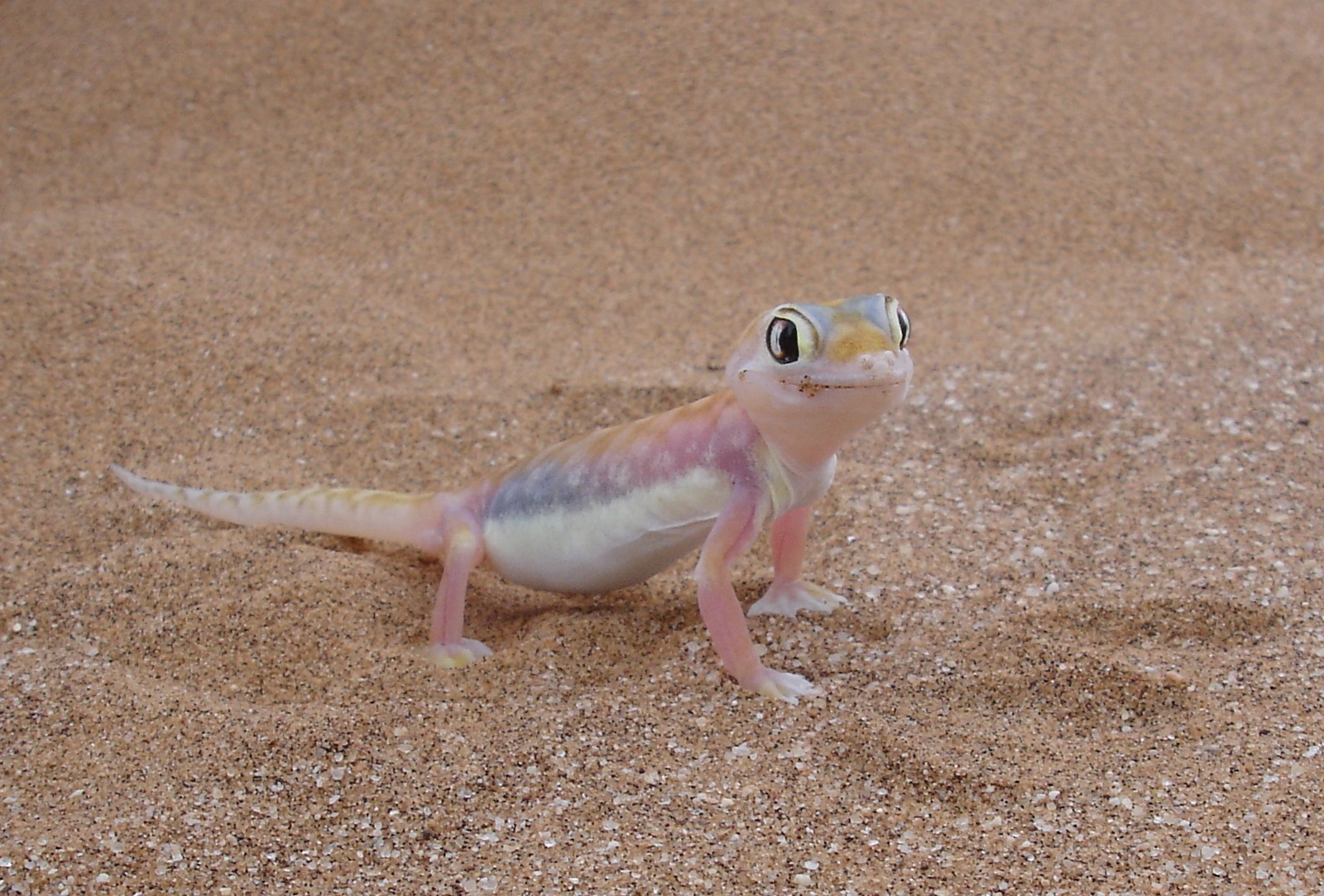
Namibgecko
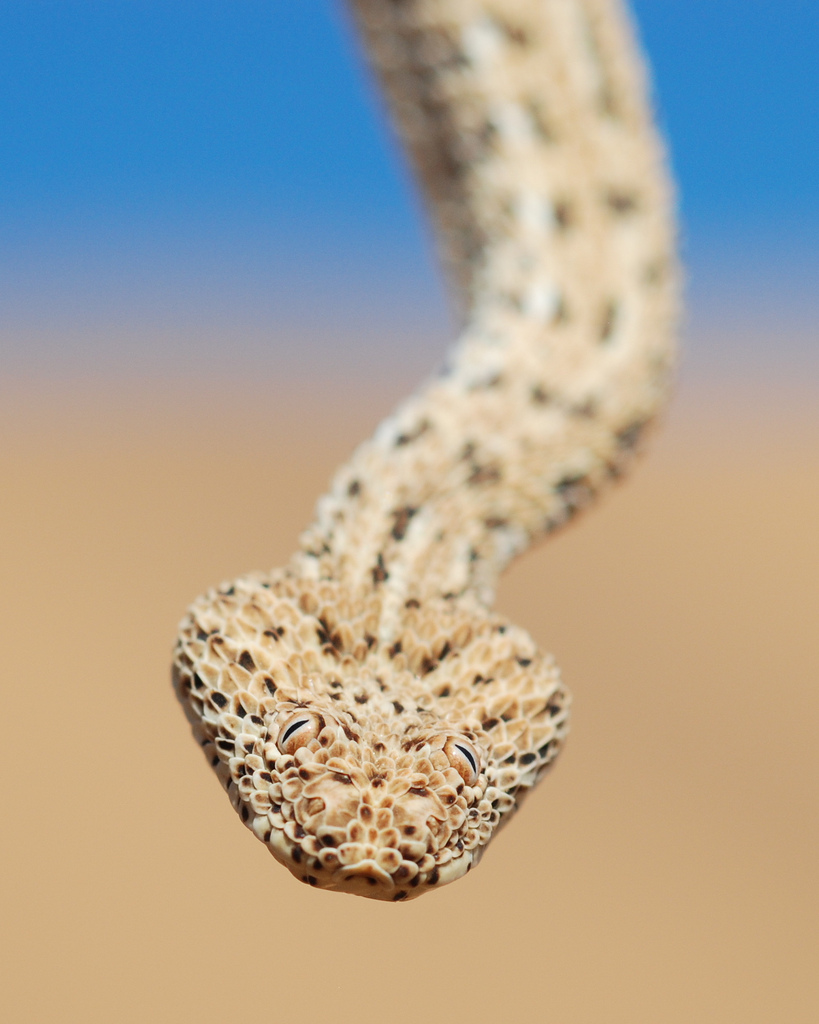
Zwergpuffotter
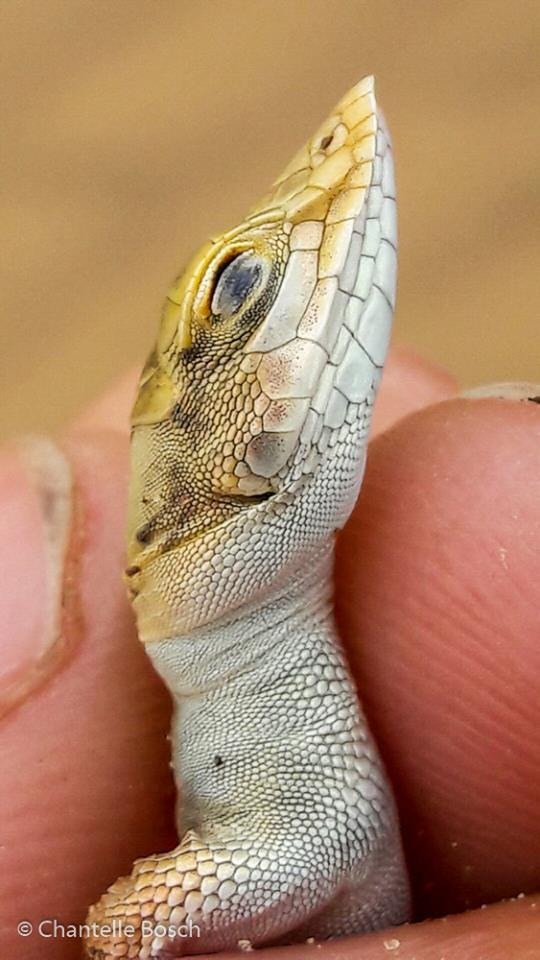
Schaufelschnauzenechse
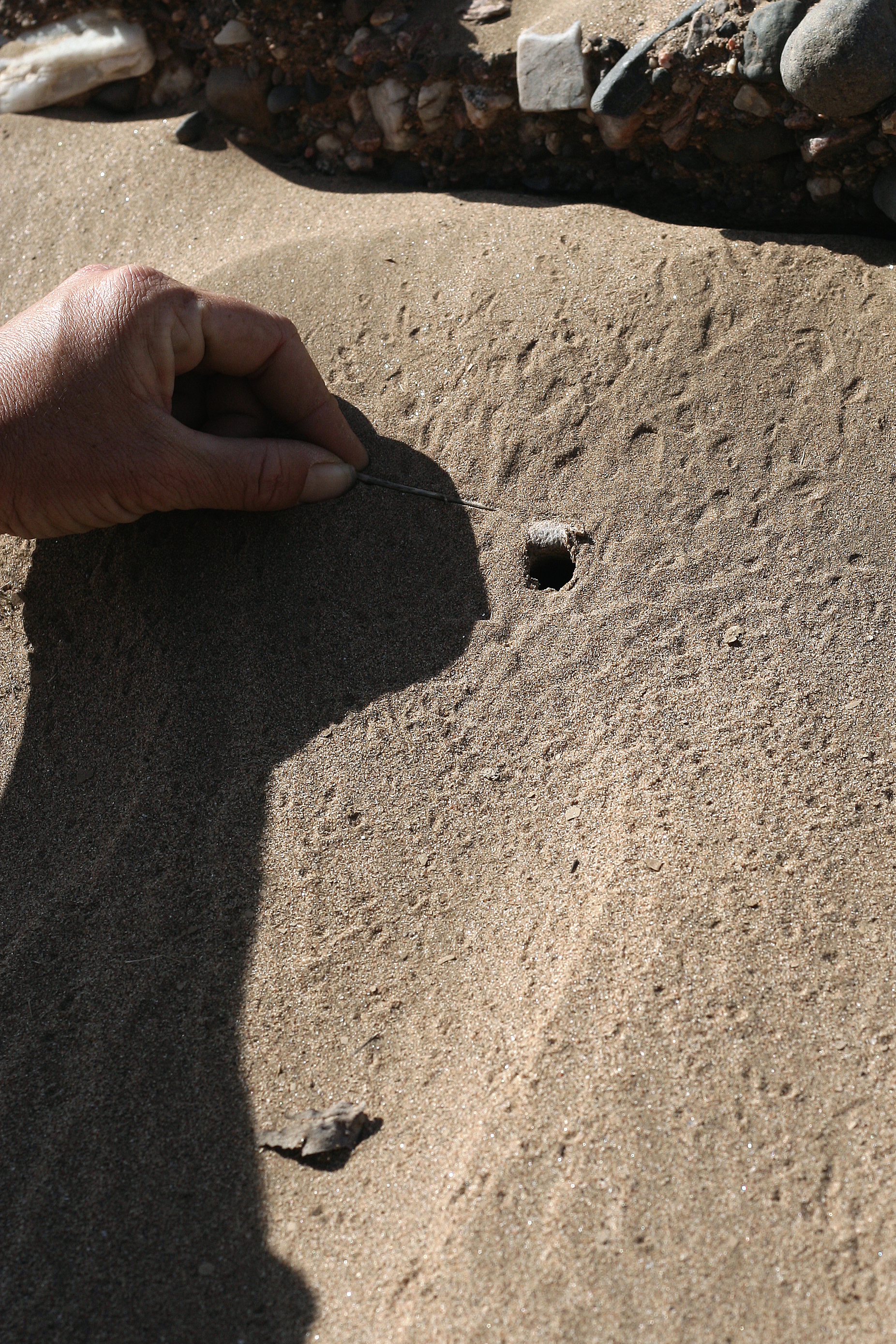
Afrikanische Radspinne
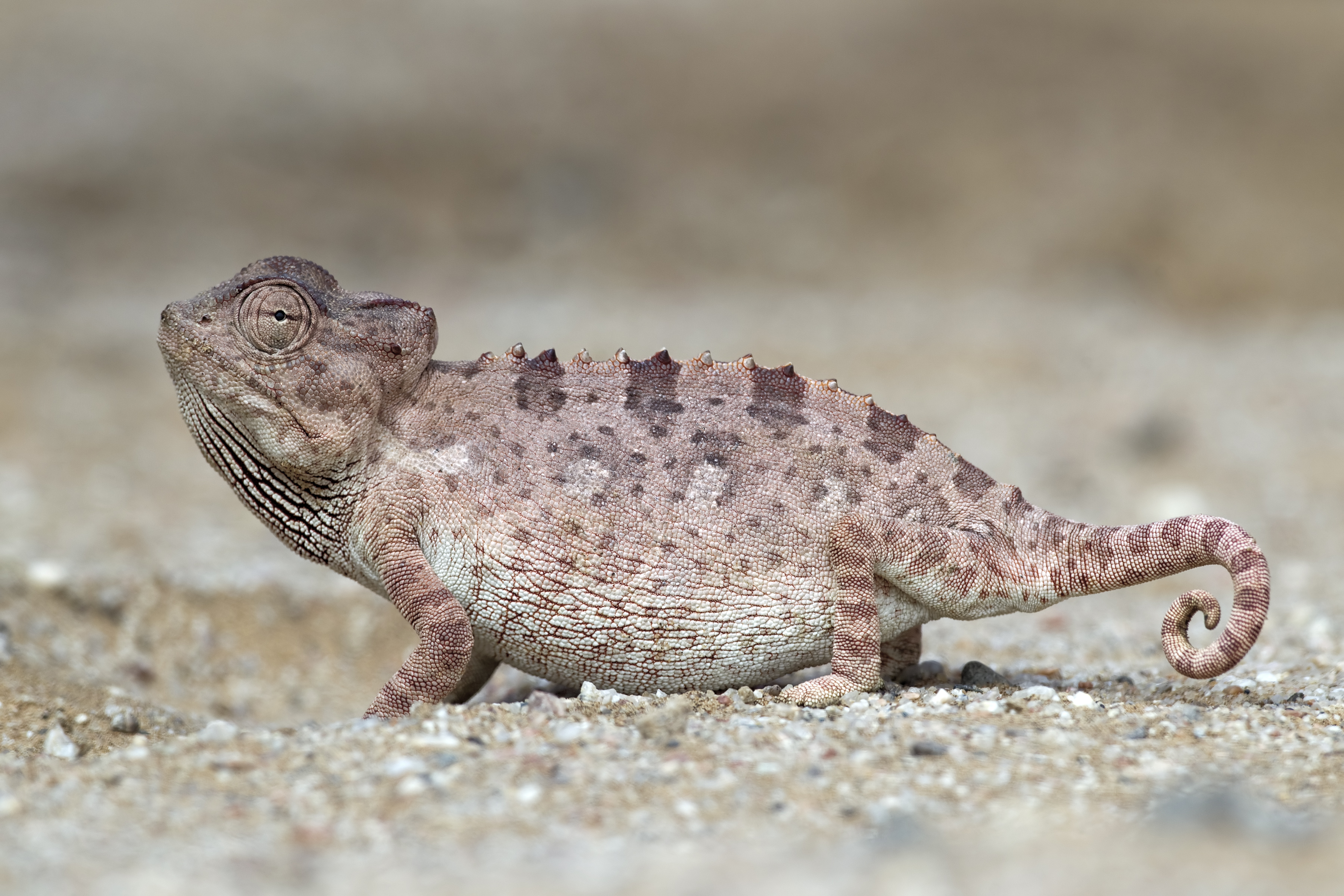
Namaqua-Chamäleon

- Als Shy Five, ‚Die Scheuen Fünf‘, werden in Namibia Erdferkel, Erdmännchen, Erdwolf, Löffelhund und Stachelschwein bezeichnet.[6]

Die Scheuen Fünf
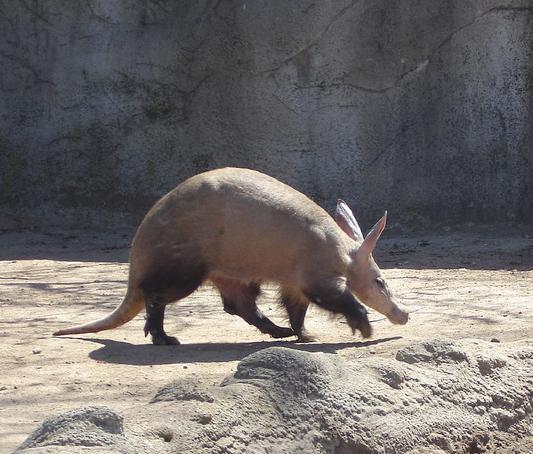
Erdferkel
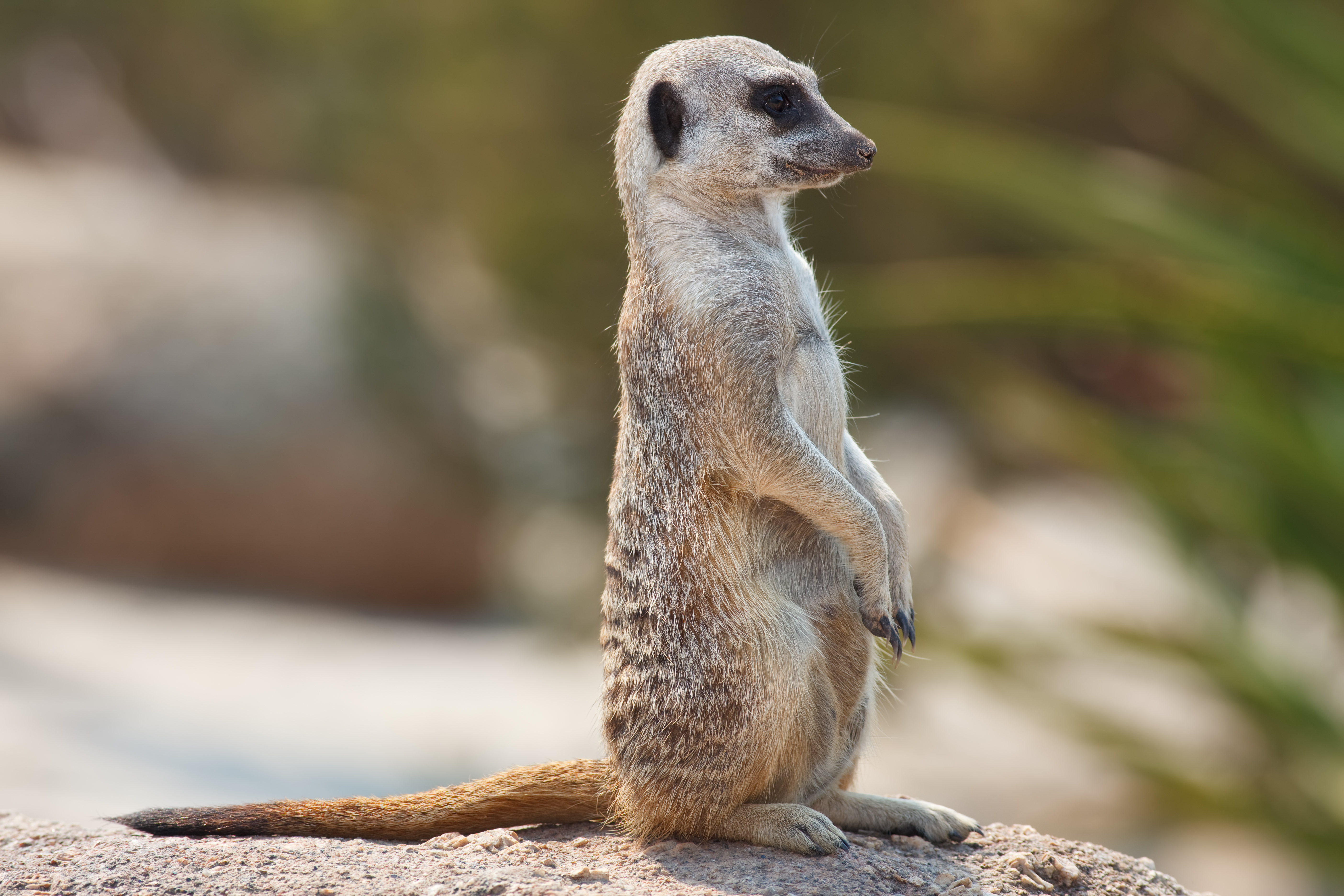
Erdmännchen
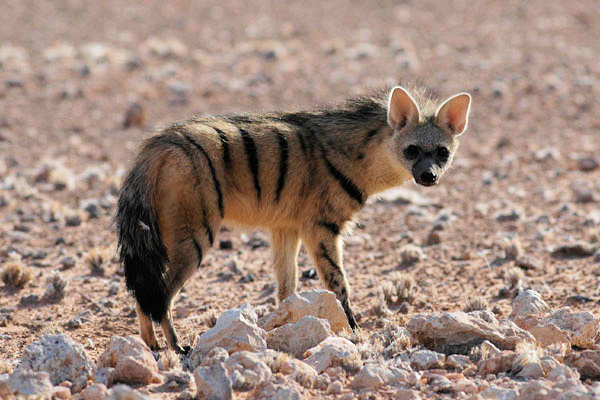
Erdwolf
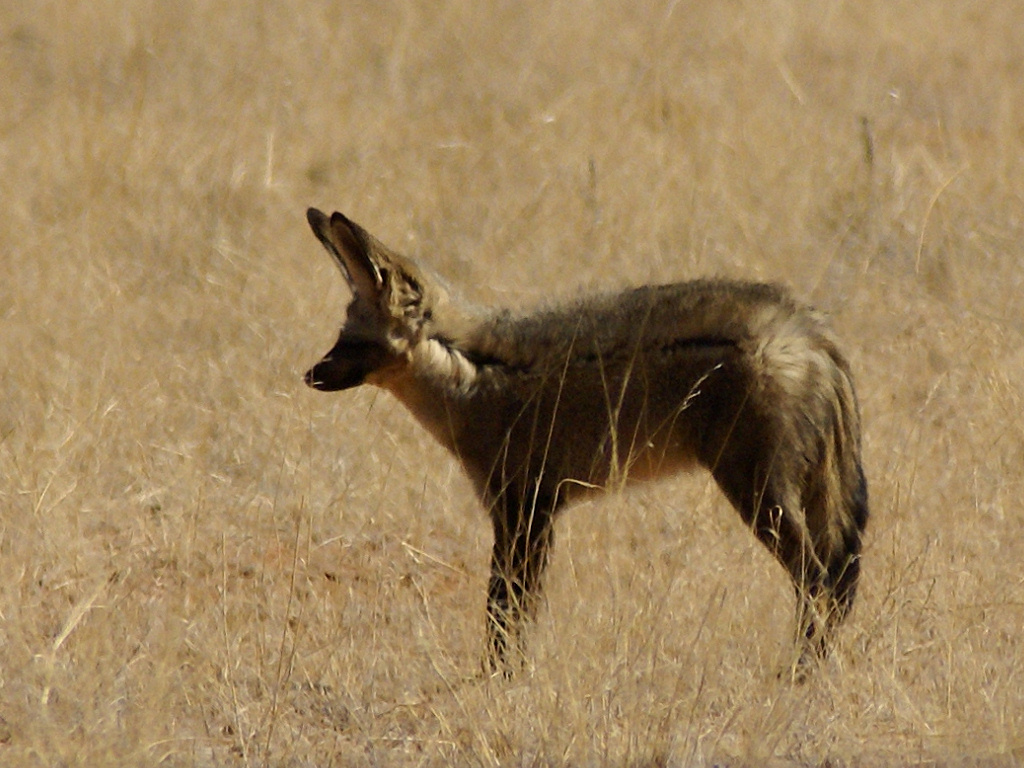
Löffelhund
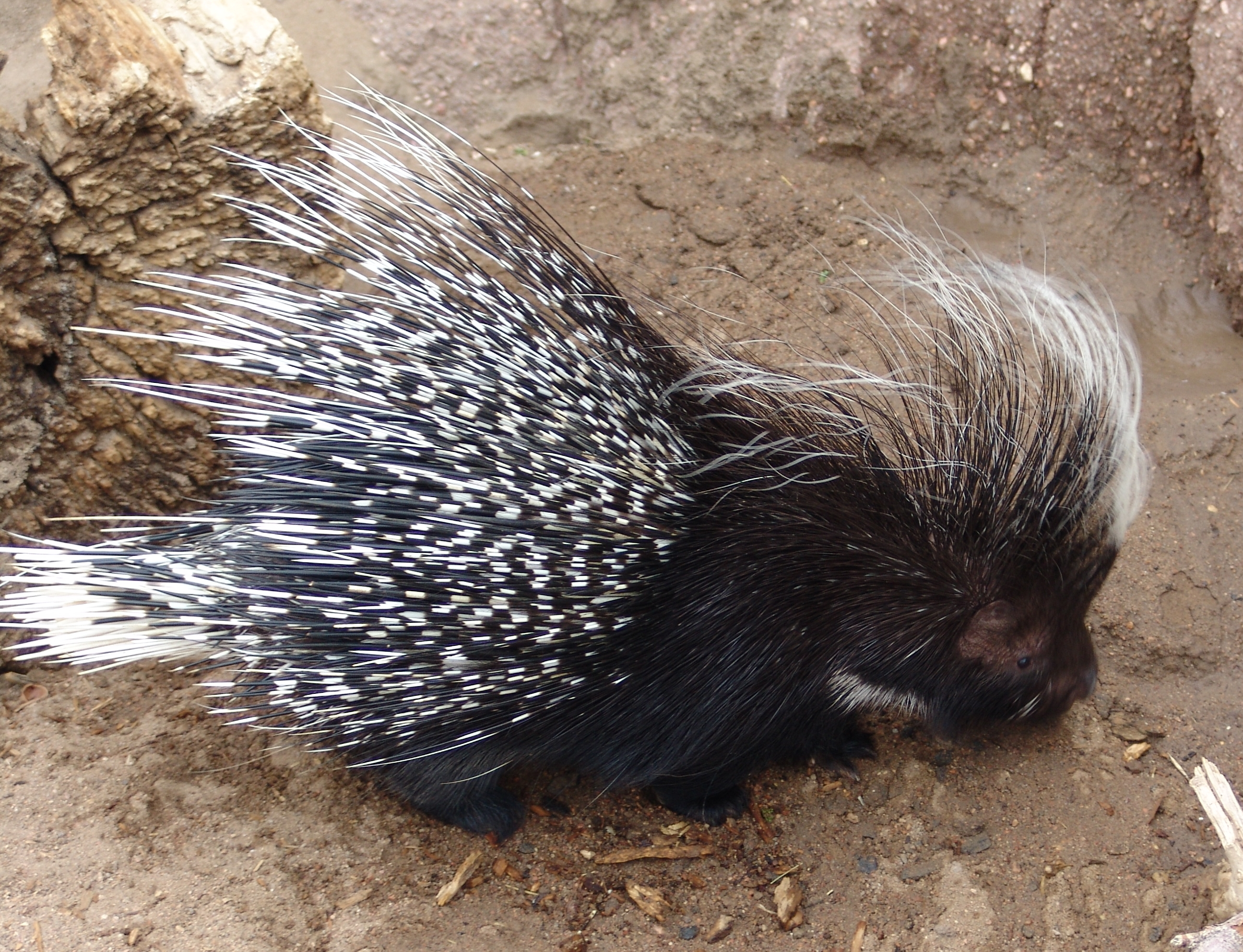
Stachelschwein

- Als Small Five, ‚Die Kleinen Fünf‘, werden fünf für das Wattenmeer charakteristische Tierarten bezeichnet. Es sind Wattwurm, Gemeine Herzmuschel, Gemeine Strandkrabbe, Gemeine Wattschnecke und Nordseegarnele.

Die Kleinen Fünf (Wattenmeer)
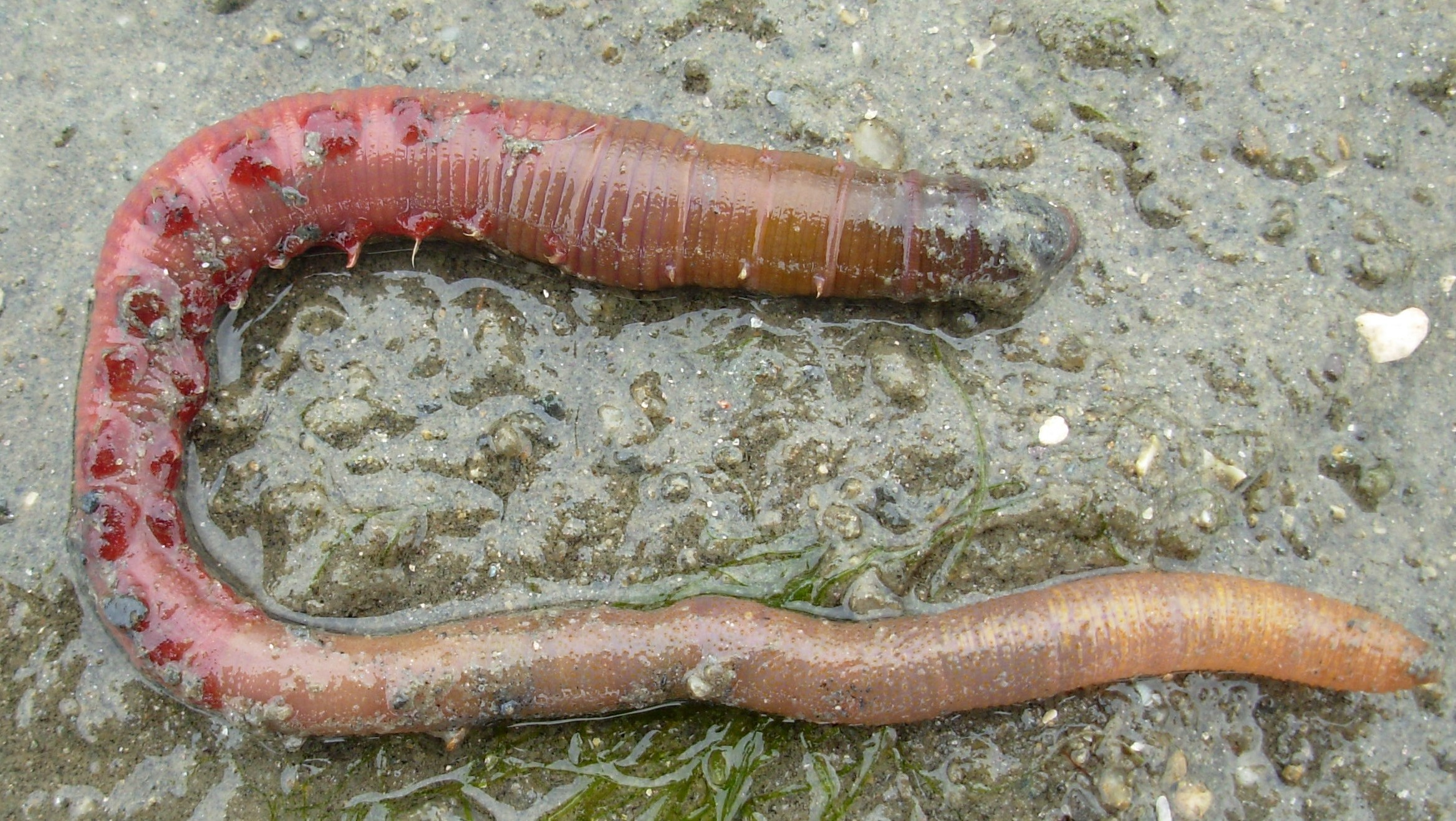
Wattwurm
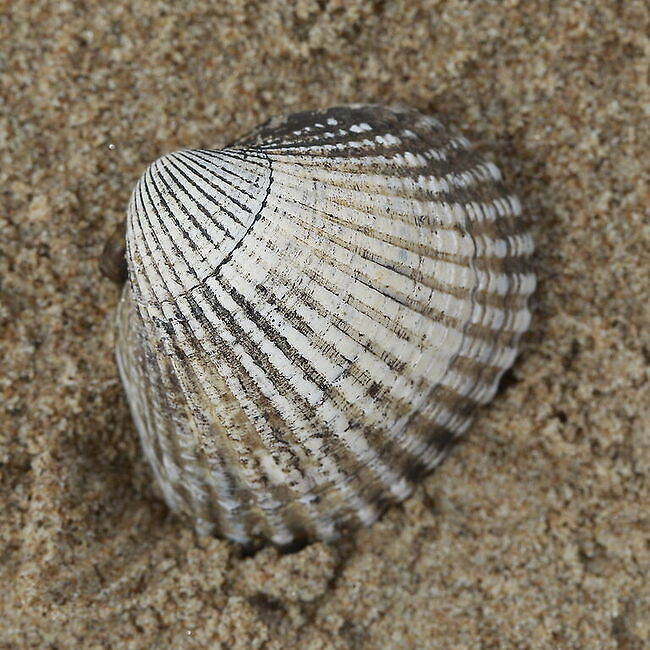
Herzmuschel
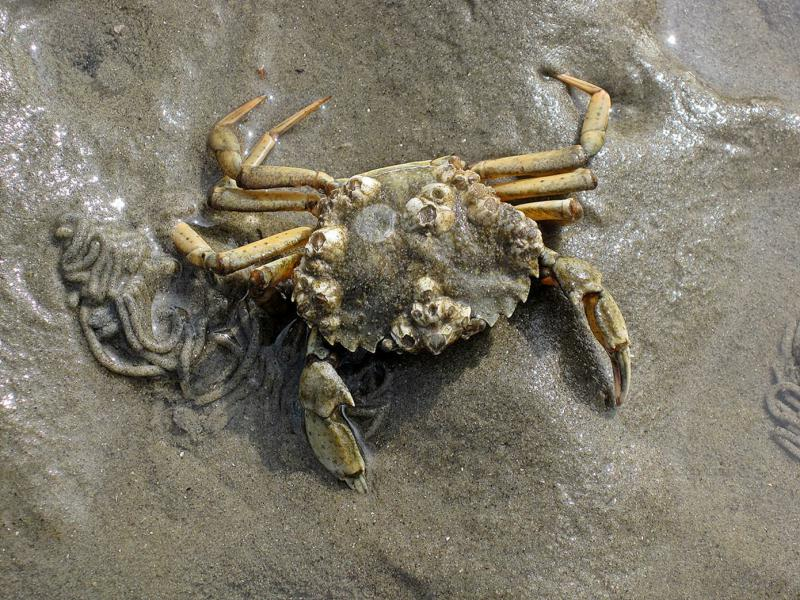
Strandkrabbe
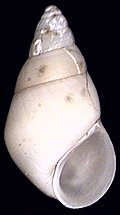
Wattschnecke
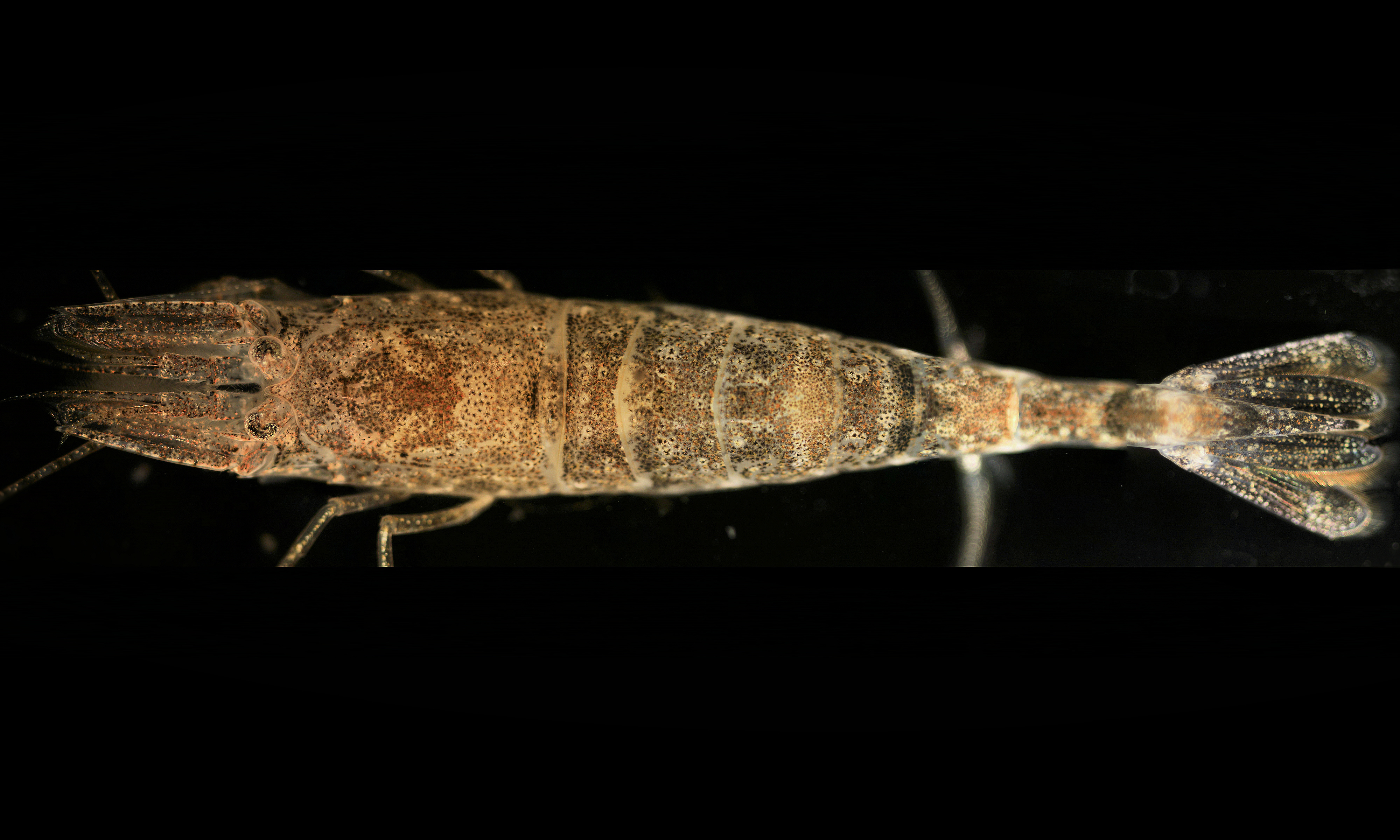
Nordseegarnele

- Die Ugly Five, ‚Die Hässlichen Fünf‘, bestehen aus Marabu, Warzenschwein, Geier, Streifengnu und Tüpfelhyäne. Ihnen haben Axel Scheffler und Julia Donaldson ein Kinderbuch gewidmet.[7]

Die Hässlichen Fünf
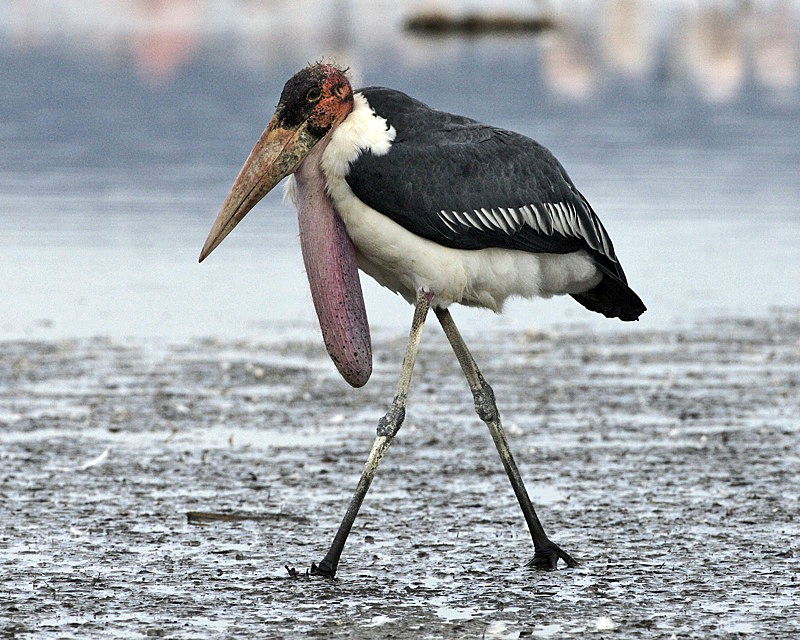
Marabu
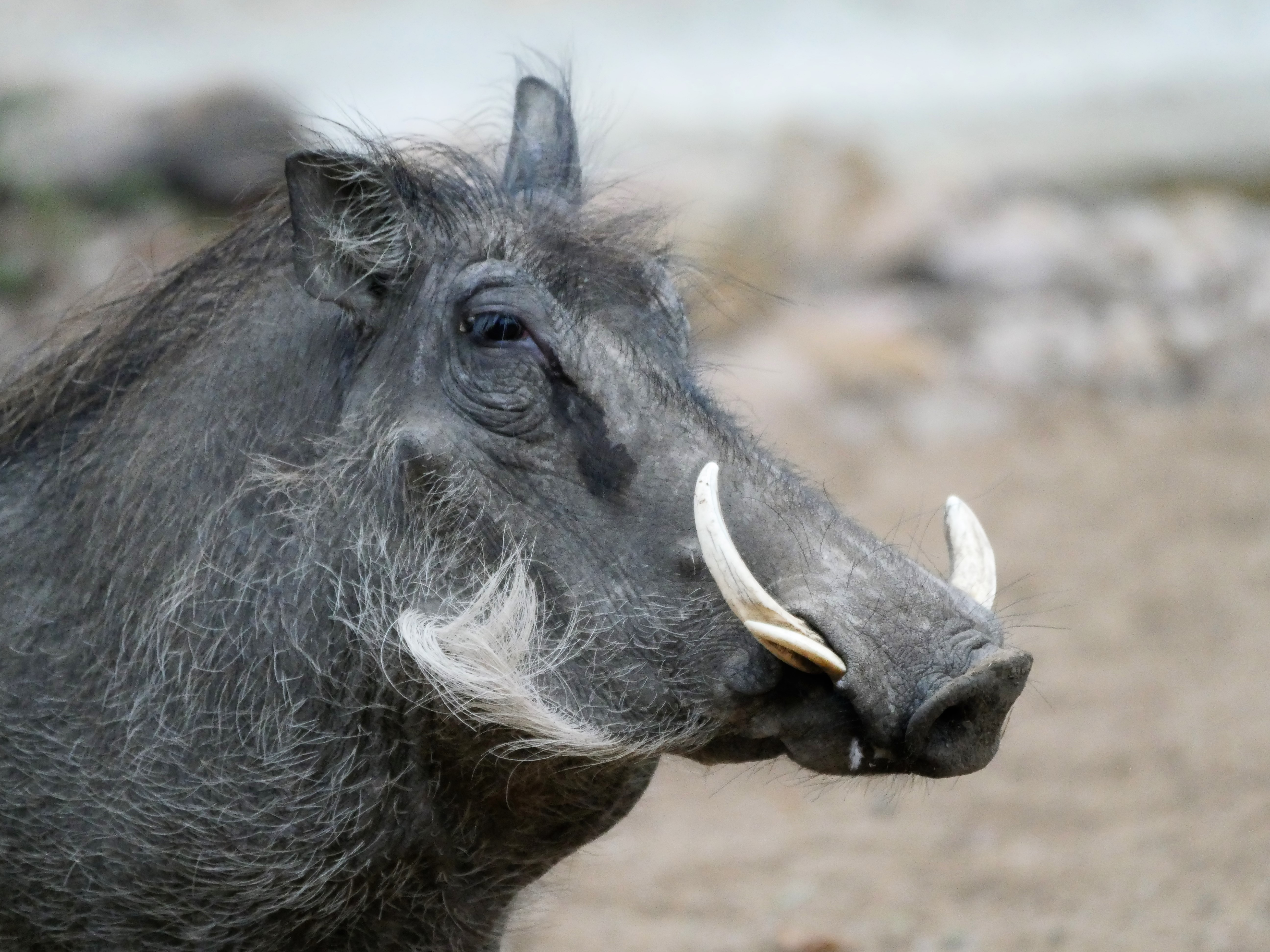
Warzenschwein
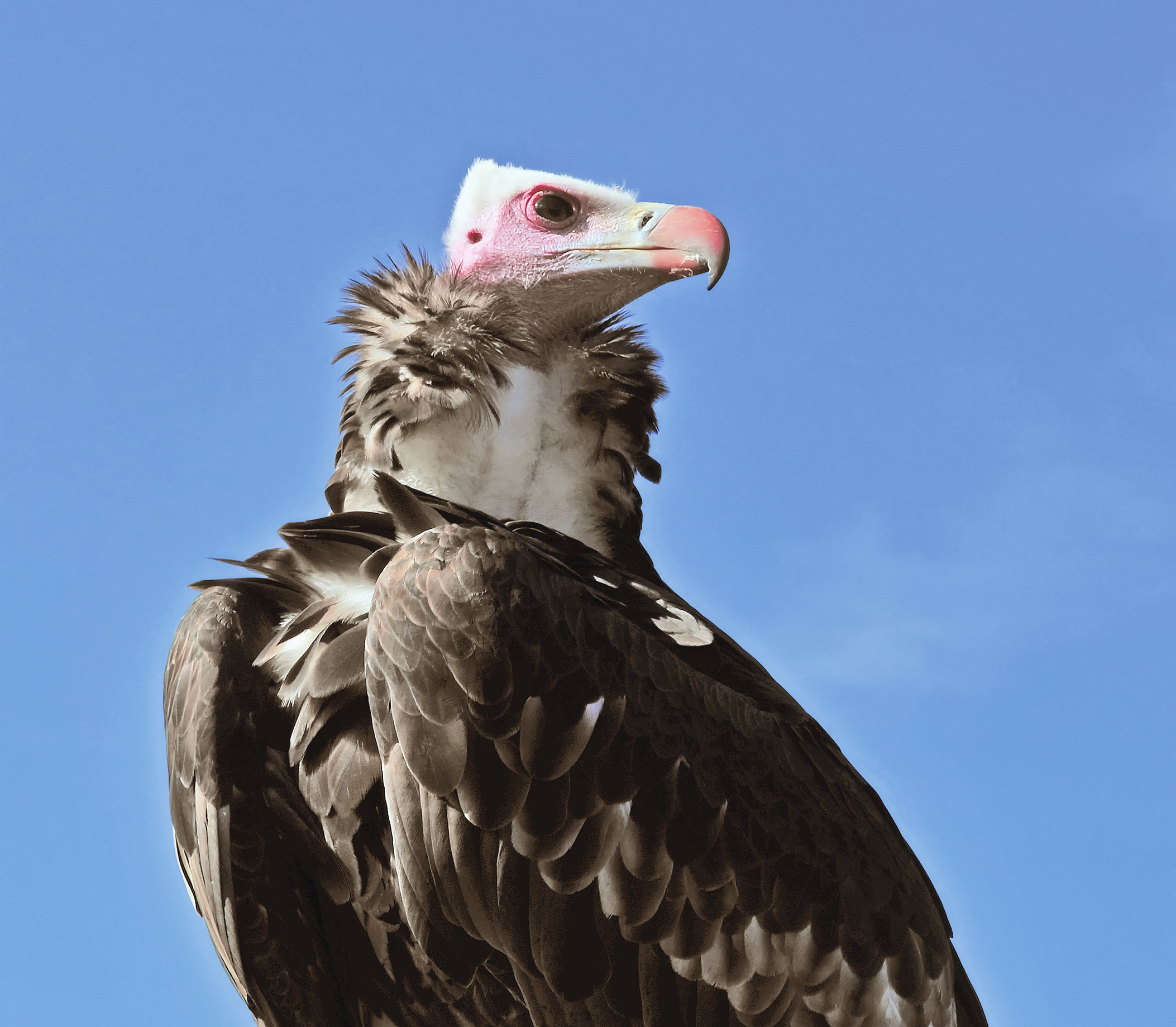
Geier (hier: Wollkopfgeier)
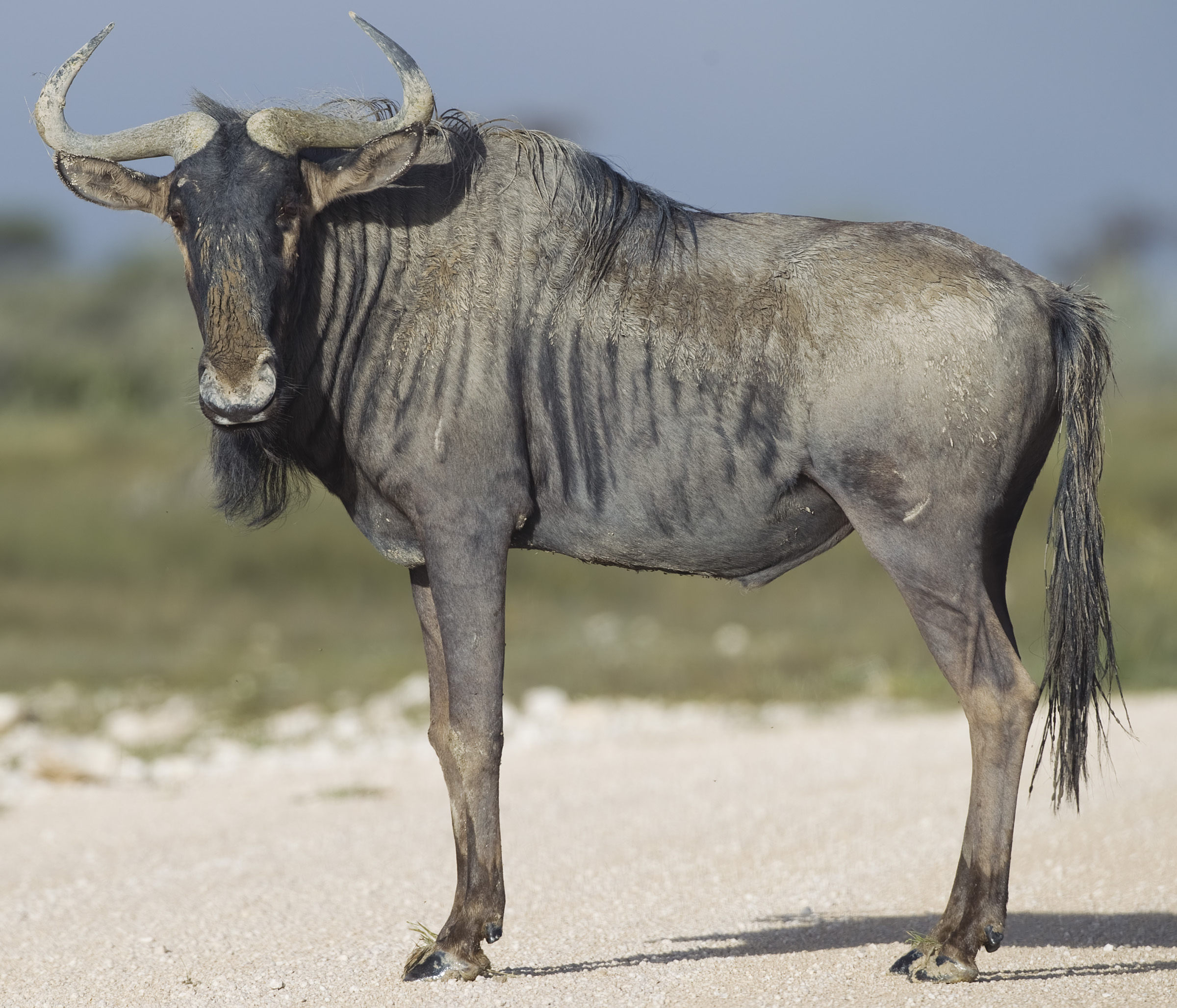
Streifengnu
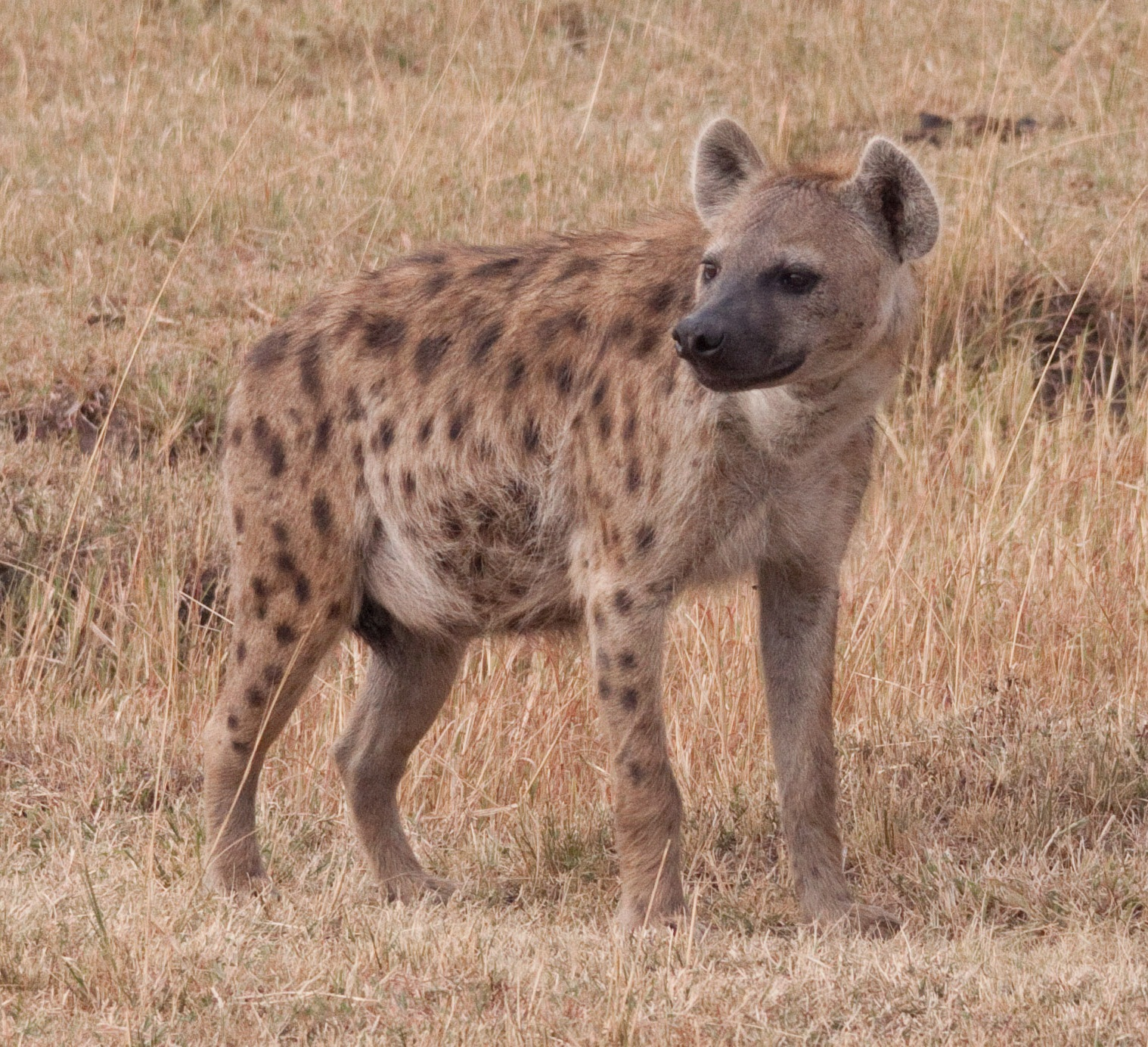
Tüpfelhyäne